# تصفيات بطولة أمم أوروبا 2024 المرحلة الفاصلة
ستحدد المرحلة الفاصلة لتصفيات بطولة أمم أوروبا 2024 الفرق الثلاثة الأخيرة التي ستتأهل إلى البطولة النهائية بطولة أمم أوروبا 2024 في ألمانيا. تم اختيار المشاركين الاثني عشر في المباريات الفاصلة بناء على أدائهم في دوري الأمم الأوروبية 2022–23. تم تقسيم الفرق إلى ثلاثة مسارات ، يحتوي كل منها على أربعة فرق ، حيث يضم كل مسار فاصلة مباراتي نصف نهائي ذهاب وإياب واحدة. سينضم الفائزون الثلاثة في المرحلة الفاصلة إلى المضيف ألمانيا والفرق العشرين الأخرى المؤهلة بالفعل لبطولة أمم أوروبا 2024.

## الشكل
تم اختيار الفرق الاثني عشر بناء على أدائها في دوري الأمم الأوروبية 2022–23. تم تقسيم هذه الفرق إلى ثلاثة مسارات ، يحتوي كل منها على أربعة فرق ، مع تأهل فريق واحد من كل مسار إلى البطولة النهائية.
الشكل مشابه لتنسيق تصفيات بطولة أمم أوروبا 2020. ومع ذلك ، نظرا لوجود مكان مؤهل واحد أقل متاح (حيث لا يوجد مضيف مؤهل تلقائيا لبطولة أمم أوروبا 2020)، وتمت إعادة هيكلة دوري الأمم الأوروبية من موسم 2018–19، تضم المباريات الفاصلة الآن ثلاثة مسارات فقط، مع عدم إعطاء الدوري الرابع الذي تم تقليصه الآن مساره الخاص.

### اختيار الفريق
بناء على تصنيفات دوري الأمم ، تم اختيار الفرق الاثني عشر المختارة على النحو التالي ، بدءا من الدوري الثالث وحتى الدوري الأول:
1. تم اختيار جميع الفائزين في المجموعات المتاحة.
2. إذا كان الفائز بالمجموعة قد تأهل مباشرة من خلال مرحلة المجموعات تصفيات بطولة أمم أوروبا 2024 ، استبداله بالفريق التالي الأفضل تصنيفا من نفس الدوري الذي لم يتأهل مباشرة أيضا.
3. إذا فشل أقل من أربعة فرق من دوري معين في التأهل ، تخصيص الأماكن المتبقية لذلك الدوري على النحو التالي:
  1. سيتم اختيار الفائز الأفضل تصنيفا في المجموعة الرابعة في الدوري ما لم يكن هذا الفريق قد تأهل مباشرة.
  2. سيتم تخصيص الأماكن المتبقية بناء على الترتيب العام لدوري الأمم:
    - إذا كان الدوري قد تم اختيار فائز في المجموعة للمباريات الفاصلة ، اختيار ثاني أفضل فريق في الترتيب العام من دوري أدنى.
    - إذا لم يكن لدى الدوري فائز بالمجموعة متاح ، اختيار أفضل فريق في الترتيب العام.

### تشكيل المسار
ثم تم تخصيص الفرق الاثني عشر المختارة لمسارات كل منها أربعة فرق. تم إجراء قرعة تخصيص الفرق للمسارات المختلفة وفقا للشروط العامة التالية:
- إذا دخلت أربعة فرق أو أكثر من الدوري في المباريات الفاصلة ، فيجب تشكيل مسار مع أربعة فرق من الدوري المعني.
- لم يتمكن الفائزون في مجموعتي الدوري الثاني و الثالث من تشكيل مسار مع فريق من دوري أعلى.
- يمكن تطبيق شروط إضافية ، بما في ذلك مبادئ البذر، رهنا بموافقة اللجنة التنفيذية للاتحاد الأوروبي لكرة القدم.

مع هذه الشروط ، كان إجراء القرعة العامة على النحو التالي ، بدءا من الدوري الثالث وحتى الدوري الأول:
- إذا كان هناك أربعة فرق متاحة في دوري معين ، فقم بتشكيل مسار مع هذه الفرق الأربعة.
- إذا كان هناك أكثر من أربعة فرق متاحة في دوري معين ، فقم بسحب الفرق الأربعة التي ستشارك في مسار الدوري.
  - تم سحب الفرق المتبقية إلى مسار دوري أعلى.
- إذا كان هناك أقل من أربعة فرق متاحة في دوري معين ، فقم بسحب الفرق المتاحة والمؤهلة من بطولات الدوري الأخرى بحيث تشكل أربعة فرق مسار الدوري المحدد.

### مطابقة الأزواج والقواعد
سيضم كل مسار من مسارات البلاي أوف مباراتين نصف نهائيتين من مباراة واحدة ، ونهائي واحد من مباراة واحدة ، ستقام في مارس 2024. في الدور نصف النهائي من كل مسار ، بناء على تصنيفات دوري الأمم ، سيستضيف الفريق الأفضل تصنيفا الفريق صاحب المركز الرابع ، وسيستضيف الفريق صاحب المركز الثاني الفريق صاحب المركز الثالث. تم تحديد مضيف كل نهائي بالتعادل بين مباراتي نصف النهائي.
تلعب المباريات الفاصلة في مباريات خروج المغلوب ذهابا وإيابا. إذا كانت النتائج متساوية في نهاية الوقت العادي ، يتم لعب 30 دقيقة من الوقت الإضافي ، تليها ركلات الترجيح إذا ظلت النتائج متعادلة.

## القرعة
أجريت قرعة الملحق المؤهل في 23 نوفمبر 2023، الساعة 12:00 بتوقيت وسط أوروبا، في مقر الاتحاد الأوروبي لكرة القدم في نيون، سويسرا. وجاء القرعة لتحديد المسارات التي سيشارك فيها الفائزون من خارج المجموعة. كما تم إجراء ثلاثة تعادلات منفصلة لتحديد مضيف نهائي المباراة الفاصلة لكل مسار بين الفائزين في أزواج نصف النهائي (تم تحديدها على أنها نصف النهائي 1 للمصنف 1 ضد 4 ، ونصف النهائي 2 للمصنف 2 ضد 3).
نظرا لخصوصية القرعة، لا يمكن الانتهاء من الإجراء الدقيق إلا بعد انتهاء مرحلة المجموعات التأهيلية. لم يتم تطبيق أي قيود على القرعة ، حيث لم تحدث أي من الاشتباكات المحظورة من قبل الاتحاد الأوروبي لكرة القدم لأسباب سياسية. بناء على الفرق الاثني عشر التي تقدمت إلى المباريات الفاصلة ، تم تشكيل مسارات المباريات الفاصلة الثلاثة وفقا لقواعد تشكيل المسار ، بدءا من الدوري الثالث والعمل حتى الدوري الأول:
- نظرا لوجود أربعة فرق من الدوري الثالث (ثلاثة فائزين بالمجموعات وفائز واحد خارج المجموعة) ، فقد تم وضعهم جميعا في المسار الثالث.
- نظرا لوجود خمسة فرق من الدوري الثاني (فائزان في المجموعة وثلاثة فائزين خارج المجموعة) ، تم وضع الفائزين في المجموعتين في المسار الثاني، بينما حددت القرعة أي اثنين من الفائزين الثلاثة من خارج المجموعة تم وضعهما أيضا في المسار الثاني.
- نظرا لوجود فريقين من الدوري الأول (كلاهما فائزان خارج المجموعة) ، فقد تم وضعهما في المسار الأول ، جنبا إلى جنب مع الفائز بالمجموعة الرابعة الأفضل تصنيفا. ثم تم وضع الفائز الوحيد من خارج المجموعة من الدوري الثاني الذي لم يتم سحبه إلى المسار الثاني في المسار الأول.

شارك الفائزون الثلاثة التاليون من خارج المجموعة من الدوري الثاني (مرتبة حسب تصنيف دوري الأمم) في القرعة ، حيث تم سحب اثنين إلى المسار الثاني، بينما تم تخصيص الفريق المتبقي للمسار الأول:
1. فنلندا
2. أوكرانيا
3. آيسلندا

احتل الفريقان اللذان تم سحبهما إلى المسار الثاني المركزين ب3 و ب4 ، بعد تصنيفهما في دوري الأمم ، بينما احتل الفريق الذي تم سحبه إلى المسار الأول المركز أ3.
فيما يلي تكوين مسارات المرحلة الفاصلة:
| الترتيب | الفريق  |
| ------- | ------- |
| 1       | بولندا  |
| 2       | ويلز    |
| 3       | فنلندا  |
| 4       | إستونيا |

| الترتيب | الفريق          |
| ------- | --------------- |
| 1       | إسرائيل         |
| 2       | البوسنة والهرسك |
| 3       | أوكرانيا        |
| 4       | آيسلندا         |

| الترتيب | الفريق    |
| ------- | --------- |
| 1       | جورجيا    |
| 2       | اليونان   |
| 3       | كازاخستان |
| 4       | لوكسمبورغ |

تم سحب الفائزين التاليين في نصف النهائي لاستضافة نهائي المرحلة الفاصلة:
- المسار الأول: الفائز نصف النهائي 2 (ويلز ضد فنلندا)
- المسار الثاني: الفائز نصف النهائي 2 (البوسنة والهرسك ضد أوكرانيا)
- المسار الثالث: الفائز نصف النهائي 1 (جورجيا ضد لوكسمبورغ)

## الجدول الزمني
سيقام دور نصف النهائي في 21 مارس ، بينما ستقام المباريات النهائية بعد خمسة أيام في 26 مارس 2024.
الأوقات هي توقيت وسط أوروبا (UTC+1)، كما هو مدرج من قبل الاتحاد الأوروبي لكرة القدم (التوقيت المحلي بين قوسين).

## المسار الأول

### المسار
|  | نصف النهائي                     | نصف النهائي       |  |  | النهائي | النهائي |
|  |                                 |                   |  |  |         |         |
|  | 21 مارس 2024 – كارديف           |                   |  |  |         |         |
|  |                                 |                   |  |  |         |         |
|  | ويلز                            |                   |  |  |         |         |
|  | 26 مارس 2024 – كارديف أو هلسنكي |                   |  |  |         |         |
|  | فنلندا                          |                   |  |  |         |         |
|  | ويلز أو فنلندا                  |                   |  |  |         |         |
|  | 21 مارس 2024 – وارسو            |                   |  |  |         |         |
|  |                                 | بولندا أو إستونيا |  |  |         |         |
|  | بولندا                          |                   |  |  |         |         |
|  |                                 |                   |  |  |         |         |
|  | إستونيا                         |                   |  |  |         |         |
|  |                                 |                   |  |  |         |         |

### الملخص
| فريق 1         | نتيجة   | فريق 2            |
| -------------- | ------- | ----------------- |
| نصف النهائي    |         |                   |
| بولندا         | 21 مارس | إستونيا           |
| ويلز           | 21 مارس | فنلندا            |
| النهائي        |         |                   |
| ويلز أو فنلندا | 26 مارس | بولندا أو إستونيا |

## المسار الثانيالمسار الثاني

### المسارالمسار
|  | نصف النهائي                          | نصف النهائي        |  |  | النهائي | النهائي |
|  |                                      |                    |  |  |         |         |
|  | 21 مارس 2024 – زينيتسا               |                    |  |  |         |         |
|  |                                      |                    |  |  |         |         |
|  | البوسنة والهرسك                      |                    |  |  |         |         |
|  | 26 مارس 2024 – سراييفو أو يحدد لاحقا |                    |  |  |         |         |
|  | أوكرانيا                             |                    |  |  |         |         |
|  | البوسنة والهرسك أو أوكرانيا          |                    |  |  |         |         |
|  | 21 مارس 2024 – يحدد لاحقا            |                    |  |  |         |         |
|  |                                      | إسرائيل أو آيسلندا |  |  |         |         |
|  | إسرائيل                              |                    |  |  |         |         |
|  |                                      |                    |  |  |         |         |
|  | آيسلندا                              |                    |  |  |         |         |
|  |                                      |                    |  |  |         |         |

### الملخصالملخص
| فريق 1                      | نتيجة   | فريق 2             |
| --------------------------- | ------- | ------------------ |
| نصف النهائي                 |         |                    |
| إسرائيل                     | 21 مارس | آيسلندا            |
| البوسنة والهرسك             | 21 مارس | أوكرانيا           |
| النهائي                     |         |                    |
| البوسنة والهرسك أو أوكرانيا | 26 مارس | إسرائيل أو أيسلندا |

### نصف النهائي
| إسرائيل | ضد    | آيسلندا |
| ------- | ----- | ------- |
|         | تقرير |         |

| البوسنة والهرسك | ضد    | أوكرانيا |
| --------------- | ----- | -------- |
|                 | تقرير |          |

### النهائي
| البوسنة والهرسك أو أوكرانيا | ضد    | إسرائيل أو آيسلندا |
| --------------------------- | ----- | ------------------ |
|                             | تقرير |                    |

## المسار الثالث

### المسار
|  | نصف النهائي                              | نصف النهائي          |  |  | النهائي | النهائي |
|  |                                          |                      |  |  |         |         |
|  | 21 مارس 2024 – تبليسي                    |                      |  |  |         |         |
|  |                                          |                      |  |  |         |         |
|  | جورجيا                                   |                      |  |  |         |         |
|  | 26 مارس 2024 – تبليسي أو مدينة لوكسمبورغ |                      |  |  |         |         |
|  | لوكسمبورغ                                |                      |  |  |         |         |
|  | جورجيا أو لوكسمبورغ                      |                      |  |  |         |         |
|  | 21 مارس 2024 – أثينا                     |                      |  |  |         |         |
|  |                                          | اليونان أو كازاخستان |  |  |         |         |
|  | اليونان                                  |                      |  |  |         |         |
|  |                                          |                      |  |  |         |         |
|  | كازاخستان                                |                      |  |  |         |         |
|  |                                          |                      |  |  |         |         |

### الملخص
| فريق 1              | نتيجة   | فريق 2               |
| ------------------- | ------- | -------------------- |
| نصف النهائي         |         |                      |
| جورجيا              | 21 مارس | لوكسمبورغ            |
| اليونان             | 21 مارس | كازاخستان            |
| النهائي             |         |                      |
| جورجيا أو لوكسمبورغ | 26 مارس | اليونان أو كازاخستان |

### نصف النهائي
| جورجيا | ضد    | لوكسمبورغ |
| ------ | ----- | --------- |
|        | تقرير |           |

| اليونان | ضد    | كازاخستان |
| ------- | ----- | --------- |
|         | تقرير |           |

### النهائي
| جورجيا أو لوكسمبورغ | ضد    | اليونان أو كازاخستان |
| ------------------- | ----- | -------------------- |
|                     | تقرير |                      |

## الانضباط
يتم إيقاف اللاعب تلقائيا للمباراة التالية بسبب المخالفات التالية:
- تلقي بطاقة حمراء (يمكن تمديد إيقاف البطاقة الحمراء للمخالفات الخطيرة)
- من مرحلة المجموعات التأهيلية ، تلقي ثلاث بطاقات صفراء في ثلاث مباريات مختلفة ، وكذلك بعد البطاقة الخامسة وأي بطاقة صفراء لاحقة (يتم ترحيل تعليق البطاقة الصفراء إلى المباريات الفاصلة ، ولكن ليس النهائيات أو أي مباريات دولية أخرى في المستقبل)

انتهت صلاحية التحذيرات التي لم تسفر عن الإيقاف عند الانتهاء من مرحلة المجموعات المؤهلة ، ولا يتم ترحيلها إلى المباريات الفاصلة.
سيتم تنفيذ الإيقافات التالية خلال المباريات الفاصلة المؤهلة:
| الفريق          | اللاعب              | الخطأ | موقوف للمباراة (المباريات)              |
| --------------- | ------------------- | --- | --------------------------------------- |
| البوسنة والهرسك | ريناتو غويكوفيتش    | في المجموعة العاشرة ضد سلوفاكيا (19 نوفمبر 2023) | نصف النهائي ضد أوكرانيا (21 مارس 2024)  |
| جورجيا          | خفيتشا كفاراتسخيليا | في المجموعة الأولى ضد إسبانيا (8 سبتمبر 2023) · في المجموعة الأولى ضد اسكتلندا (16 نوفمبر 2023) · في المجموعة الأولى ضد إسبانيا (19 نوفمبر 2023)             | نصف النهائي ضد لوكسمبورغ (21 مارس 2024) |
| كازاخستان       | نورالي أليب         | في المجموعة الثامنة vs أيرلندا الشمالية (19 June 2023) · في المجموعة الثامنة ضد الدنمارك (14 أكتوبر 2023) · في المجموعة الثامنة ضد سلوفينيا (20 نوفمبر 2023) | نصف النهائي ضد اليونان (21 مارس 2024)   |
| لوكسمبورغ       | دانيل سيناني        | في المجموعة العاشرة ضد ليختنشتاين (19 نوفمبر 2023) | نصف النهائي ضد جورجيا (21 مارس 2024)    |

## الملاحظات
1. ↑  كان القيد سينطبق على الاقتران التالي: أرمينيا-أذربيجان، بيلاروسيا-أوكرانيا، جبل طارق وإسبانيا، كوسوفو-البوسنة والهرسك، كوسوفو - صربيا.
2. ↑  بسبب Israel–Hamas war, يتعين على إسرائيل لعب مبارياتها على أرضها في أماكن محايدة حتى إشعار آخر.[13]
3. ↑  بسبب الغزو الروسي لأوكرانيا 2022, يتعين على أوكرانيا لعب مبارياتها على أرضها في أماكن محايدة حتى إشعار آخر.[14]
4. ↑  ستقام المباراة في الساعة 18:00 إذا كانت جورجيا في النهائي ، أو 20:45 إذا كانت لوكسمبورغ في النهائي.

## روابط خارجية
- UEFA Euro 2024, UEFA.com
- European Qualifiers, UEFA.com